# Krogulec brunatny
Krogulec brunatny (Tachyspiza fasciata) – gatunek średniej wielkości drapieżnego ptaka z rodziny jastrzębiowatych (Accipitridae). Zamieszkuje Australię (wraz z Tasmanią) oraz wyspy Oceanii i Indonezji. Nie jest zagrożony wyginięciem.

## Systematyka
Wyróżniono kilkanaście podgatunków T. fasciatus:
- krogulec wyspowy[3] (T. fasciatus natalis) – Wyspa Bożego Narodzenia (Ocean Indyjski).
- krogulec sundajski[3] (T. fasciatus wallacii) – Lombok do Damar i Moa (Małe Wyspy Sundajskie).
- T. fasciatus tjendanae – Sumba (południowe Małe Wyspy Sundajskie).
- T. fasciatus stresemanni – wyspy na południe od Celebesu.
- T. fasciatus savu – Sawu (Małe Wyspy Sundajskie).
- T. fasciatus hellmayri – Timor, Alor, Semau i Roti (Małe Wyspy Sundajskie).
- T. fasciatus buruensis – Buru (Moluki)
- T. fasciatus dogwa – południowa Nowa Gwinea.
- T. fasciatus polycryptus – wschodnia Nowa Gwinea.
- T. fasciatus vigilax – Nowa Kaledonia, Wyspy Lojalności i Vanuatu.
- T. fasciatus didimus – północna Australia.
- krogulec brunatny[3] (T. fasciatus fasciata) – Australia, Tasmania i wschodnie Wyspy Salomona.
- T. fasciatus rosselianus – wyspa Rossel (Luizjady); takson wstępnie przeniesiony z A. cirrocephalus[4].

## Morfologia
Jego górne partie są szare z kasztanowym kołnierzykiem, pióra rude, lekko zmieszane z białym. Lot szybki i elastyczny. Wielkość 40–55 cm, rozpiętość skrzydeł 75–95 cm. Samice są znacznie większe od samców: dorosłe samce ważą 220 g, a dorosłe samice 355 g.

## Tryb życia
Występuje głównie w lasach. Żywi się głównie ptakami, także małymi ssakami, gadami, płazami, a czasem owadami.

## Status
Międzynarodowa Unia Ochrony Przyrody (IUCN) uznaje krogulca brunatnego za gatunek najmniejszej troski (LC – least concern) nieprzerwanie od 1988 roku. Trend liczebności populacji uznaje się za spadkowy.